# Marcella Liburd
Dama Marcella Althea Liburd GCMG JP  (Basseterre, 10 de julio de 1953 ) es una política sancristobaleña que es la quinta gobernadora general de San Cristóbal y Nieves, en el cargo desde 2023. Formada como profesora y luego como abogada y procuradora, Liburd fue la primera mujer en ocupar el cargo de Presidenta de la Asamblea Nacional de San Cristóbal y Nieves y Gobernadora General, así como la primera Gobernadora General nombrada por Carlos III. (en lugar de ser transferido del reinado de Isabel II). Ha ocupado varios cargos ministeriales, incluido el de primera ministra interina y presidenta de la Oposición del Partido Laborista. Fue la primera mujer en ocupar el cargo de presidenta en la historia de la organización de 81 años.

## Biografía
Marcella Liburd nació el 10 de julio de 1953 en Basseterre, San Cristóbal, San Cristóbal y Nieves  hija de Anne Eliza (de soltera Martin) y Clement Liburd.  Después de asistir a Basseterre Girls School, Liburd se graduó de Basseterre High School. Obtuvo su Licenciatura en Artes de la Universidad de las Indias Occidentales en 1976. 
Liburd regresó del extranjero y comenzó a enseñar en las escuelas secundarias Basseterre y Cayon. Regresó a sus propios estudios y obtuvo una Licenciatura en Derecho con honores en 1992 de la Facultad de Derecho Norman Manley (NMLS), donde continuó su educación y obtuvo un Certificado de Educación Jurídica de NMLS en 1994. Después de la admisión de Liburd como abogada y procuradora de la Corte Suprema del Este en 1994, comenzó una carrera política. Fue nombrada secretaria del Partido Laborista en 1997. En 2004, se convirtió en Presidenta de la Asamblea Nacional,  la primera mujer en ocupar ese cargo en el país.  Liburd sirvió hasta 2008, cuando se postuló como candidata para el distrito electoral número 2 de San Cristóbal y fue elegida miembro del Parlamento. 
Liburd ha redactado legislación que incluye la Ley de violencia doméstica y la Ley de igualdad salarial.  Se ha desempeñado como Ministra de Salud, Servicios Sociales, Desarrollo Comunitario, Cultura y Asuntos de Género,  así como primera ministra interina.  En 2011, Liburd apareció en una exposición promovida por varios departamentos del Gobierno de San Cristóbal y Nieves para resaltar los logros de mujeres destacadas. 
En 2013, Liburd se convirtió en la primera mujer elegida presidenta del Partido Laborista en sus 81 años de historia.  En 2015, el Partido Laborista fue destituido de su cargo por primera vez en veinte años, convirtiéndola en miembro de la Oposición.  Se convirtió en la primera mujer subdirectora del Partido Nacional Laborista en 2018 y fue nombrada vicegobernadora general en 2022.  Liburd fue instalada como la primera mujer en convertirse en Gobernadora General de la Federación de San Cristóbal y Nieves el 1 de febrero de 2023.  Más tarde esa semana, fue nombrada Dama de la Gran Cruz de la Orden de San Miguel y San Jorge (GCMG). 